# Francisco Roig Zamora
Francisco Roig Zamora (Santa Cruz de Tenerife, Islas Canarias,  España, 15 de septiembre de 1915) fue un exfutbolista español que se desempeñaba como delantero.

## Clubes
| Club                    | País   | Año       |
| ----------------------- | ------ | --------- |
| Real Club Celta de Vigo | España | 1940-1949 |
| Gimnástica Lucense      | España | 1949-1951 |
| Racing Club de Ferrol   | España | 1951-1952 |